# Лоренцо Лорейн Лангстрот
Лангстрот Лоренцо Лорейн (англ. Lorenzo Lorraine Langstroth; 25 грудня 1810 — 6 жовтня 1895) — бджоляр, церковнослужитель та вчитель, вважається «Батьком американського бджільництва». Створив сучасний вулик Лангстрота.

## Молодість та сім'я
Лоренцо Лангстрот народився у місті Філадельфії, штат Пенсильванія. У підлітковому віці був надзвичайно зацікавлений життям та звичками комах. Його постійно карали за дірки в штанях на колінах, які постійно з'являлися, коли він спостерігав за життям мурашок. Закінчив Єльський університет в 1831 році, потім там же викладав у 1834—1835-х роках. Після цього він був пастором різних конгрегаціоналістських церков Массачусетсу, зокрема в травні 1836 року в Церкві Південних Конгрегаціоналістів у місті Андовер. З 1843-го по 1848-й служив пастором в Другій Конгрегаціоналістській Церкві в місті Ґрінфілд, штат Массачусетс. У 1948 році у дворі перед цією церквою Еверет Франклін Філіпс та інші визначні національні бджолярі встановили великий гранітний меморіал. У 1848 році Лангстрот став директором школи юних леді у цьому ж місті. Зайнявся бджільництвом, як складової частини терапії, щоб позбутися нападів важкої депресії. Одружився з Анною Такер (1812 рік — 23 січня 1873 року). Мали троє дітей (усі народилися в Массачусетсі): Джеймс (1837), Анна (1841) та Гарієт А. (1847).

## Вклад у бджільництво
У 1789 році в Швейцарії Франсуа Губер розробив вулик-книгу: повністю рухомі рамки, які кріпилися одна до одної, і якщо їх повністю скласти, утворювали «ящик». Коли розгорнути стільники, то вулик ставав неймовірно схожим на книгу, що й дало йому таку назву. Лангстрот визнав внесок Губера:
Використання вулика Губера задовольнило б мене, але за умови дотриманням відповідних запобіжних заходів: стільники мають вийматися, щоб не дратувати бджіл, таким чином можна буде приручити комах до неймовірної міри. Без визнання цих фактів я повинен вважати вулик, який не дає змоги видаляти стільники як досить небезпечний для практичного використання (Langstroth on the Honey-Bee, 1860).

### Розробка бджолиного простору
В США Лангстроту приписують розробку «бджолиного простору», хоча в європейських вуликах він вже використовувався. Наприклад, Ян Дзержон та Август фон Берлепсч займалися розробкою вуликів, які б відкривалися зі сторони. Земельні ресурси в Європі були обмежені, і бджіл традиційно утримували в спеціальних бджолиних павільйонах. Виходячи із взаємного розташування рамок, так званий «бджолиний простір» фігурував у розробці Берлепсча, яке слідувало за відкриттям Дзержона. Ці дослідження відбулися в період між 1835—1848 роками (журнал «Bienen-Zeitung», травень 1852). Лангстрот зробив багато інших відкриттів у бджільництві, які зробили значний вклад в індустріалізацію сучасного бджільництва.
Лангстрот зробив революцію в галузі бджільництва, із використанням «бджолиного простору» між рамками у вуликах власної конструкції, які відкриваються зверху. Влітку 1851 року він запримітив, якщо між верхньою планкою рамок та стельовою дошкою залишити трохи більше простору, крізь який легко зможуть проходити бджоли, дошку легко знімати наступного разу, оскільки її бджоли не приклеюють прополісом до рамок. Пізніше він застосував це відкриття і до рамок, щоб їх так само не приклеювали бджоли і вони вільно виймалися. Якщо бджолам залишити простір між поверхнями менший, ніж вони можуть там пройти (менше ніж 6,4 мм), бджоли заповнюють його з прополісом; якщо ж простір буде більшим (понад 9,5 мм) — бджоли забудують їх стільниками.

### Новаторства в дизайні вуликів
5 жовтня 1852 року Лангстрот отримав патент на перший вулик із рухомими рамками в Америці. Столяр із Філадельфії, Генрі Боурквін, співробітник та бджолиний ентузіаст, зробив для Лоренцо перші вулики, і в тому році їх було вже більше сотні. Лангстрот продавав їх, де тільки міг. Винахідник провів багато років, намагаючись захистити свій патент, але безуспішно. Він ніколи не отримував патентних відплат, оскільки його широко і легко обходили. Досі вулики Лангстрота широко використовуються. Він писав, що
…Головна особливість мого вулика, що бджіл можна діставати із вулика, але не гнівити їх… я міг би обійтися без природного роїння, але при цьому розмножувати бджолині сім'ї з великою швидкістю і надійніше, ніж природним методом… послаблені сім'ї можна легко підсилити, а осиротілим без матки можна виправити кількома методами, щоб ті вивели собі нову… якщо в мене виникнуть підозри, що з вуликом щось не так, я можу швидко визначити справжній стан, та виправити всі недоліки.
Лангстрот також відкрив, що кілька суміжних корпусів вулика можна ставити один на одного, а матку обмежити в нижньому, або розплідному корпусі за допомогою маточного розділювача. Таким чином верхні корпуси доступні тільки для робочих бджіл, тому будуть складатися тільки з медових стільників. Це зробило можливим легко оглядати вулик, та використовувати багато різних методів керування бджолиною сім'єю, що перетворило бджільництво із мистецтва у повномасштабну промислову галузь.
У часи діяльності винахідника мед був головним підсолоджувачем в американській дієті, так що нові методи Лангстрота в бджільництві мали велике значення. Його відкриття та винаходи дозволило зробити бджільництво більш рентабельним у великому масштабі. На вироблення 1 кг воскових стільників витрачається 3,5—4 кг меду, та багато бджолиного часу; виробництво меду значно збільшується при повторному використанні стільників. Окрім того, забираючи надлишки меду без руйнування гнізда, та зі збереженням бджолиних сімей означало, що більше вуликів підуть на зимівлю, а весною наступного року більша кількість сильних сімей будуть зібрати нектар, та переробляти його у мед.

### Книга«Вулик та медоносна бджола»
У 1853 році Лангстрот переїхав із Філадельфії назад у Грінфілд, штат Массачусетс і опублікував книгу «Вулик і медоносна бджола» (Нортгемптон (Массачусетс): Хопкінс, Бріджмен, 1853), яка містить практичні поради із догляду за бджолами. Після того книга перевидавалася більше ніж 40 разів, до цього часу видається.

## Переїзд до Оксфорда, штат Огайо

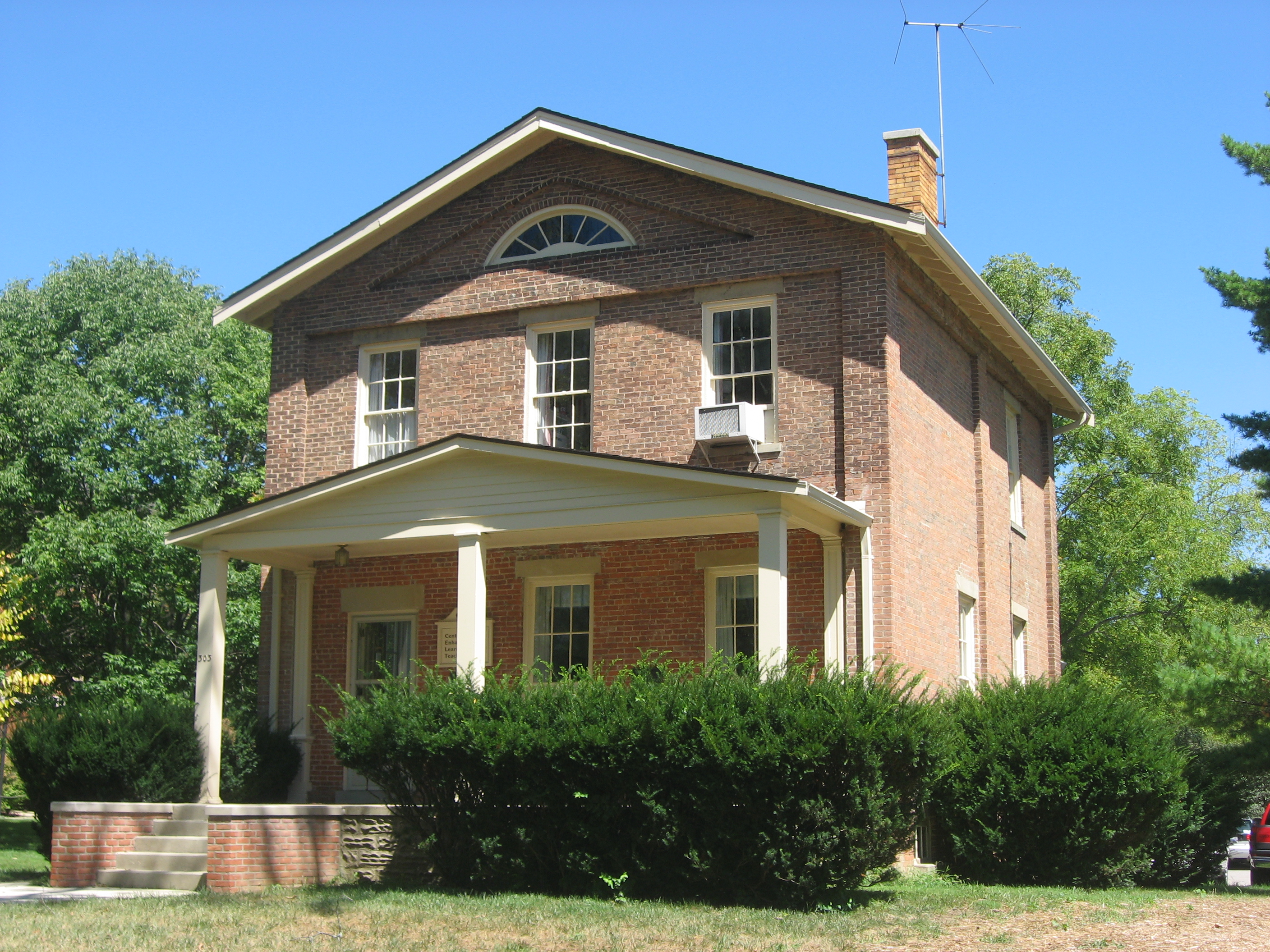
Котедж Лоренцо Лангстрота в Оксфорді

Після 1858 року Лангстрот осів в Оксфорд, штат Огайо, і присвятив свій час бджільництву. Вибране місце було площею 4,05 га (10 акрів), і за умовами було ідеальне для утримування бджіл. Лоренцо Лорейн протягом всього періоду володінням ділянкою розсаджував липи та яблуні вздовж вулиці. Також виділив ділянку приблизно на 0,4 га (1 акр), яку засівав гречкою та конюшиною, квіти цих рослин дуже полюбляють бджоли — називалася ця ділянка медовим садом. Будинок, де жив винахідник із 1858 по 1887 роки був побудований в 1856 році, зараз він називається Котеджом Лангстрота, є визначною Національною історичною пам'яткою. Переданий в дар Західному жіночому коледжу (англ. Western College for Women), зараз належить Центру розвитку навчання та викладання (англ. Center for the Enhancement of Learning and Teaching) від Університет Маямі (Огайо).
У 1863 році Лангстрот отримав перших італійських бджіл; італійські бджоли були більш продуктивні, ніж європейські, які на той час були найбільше поширені в Америці. Він і його син продавали італійських маток по 20 доларів за одну, протягом одного року було продано понад сотню, багато з яких розсилалися поштою по всій території Сполучених Штатів.

## Останні роки життя
У 1887 році він переїхав до своєї дочки, Г. К. Коуен, та її сім'ї в Дейтоні, штат Огайо. Лангстрот помер на кафедрі проповідника пресвітеріанської церкви Вейн авеню в Дейтоні, під час проповіді про його любов до Бога. Похований на кладовищі Вудланд, Дейтон, штат Огайо. Його епітафія говорить:
Пам'яті преподобного Л. Л. Лангстрота, «Батька американського бджільництва», присвячується його люблячими бенефіціарами, які в пам'ять про послугу, надану його наполегливими й копіткими спостереженнями та експериментами з медоносною бджолою, його удосконаленнями бджолиного вулика і літературними здібностями, виявленими в першій науково-популярній книзі на тему бджільництва в Сполучених Штатах, ставлять цей пам'ятник зі вдячністю.
Папери Лоренцо Лорейна Лангстрота знаходилися в бібліотеці Американського філософського товариства у Філадельфії в 1885—1895 роках.

## Патенти
- USPatent 9300[7] —патент Л. Л. Лангстрота на Бджолиний вулик від 5 жовтня 1852 року.
- USPatent|RE 1484[8] — патент Л. Л. Лангстрота на Бджолиний вулик перевидано від 26 травня 1863 року.
- USPatent 61216[9] — спільний патент Л. Л. Лангстрота та С. Вагнерана на Вдосконалений пристрій для видобування меду зі стільників від 15 січня 1867 року.